# Малишева Наталія Юріївна
Наталія Юріївна Малишева (рос. Наталья Юрьевна Малышева; нар. 2 січня 1994, Абакан, Хакасія) — російська борчиня вільного стилю, срібна призерка чемпіонату Європи, срібна призерка Кубку світу. Майстер спорту міжнародного класу з вільної боротьби.

## Життєпис
Боротьбою почала займатися з 2006 року. У 2014 році стала чемпіонкою світу серед юніорів. Того ж року завоювала чемпіонський титул на чемпіонаті Європи серед юніорів. У 2016 році стала чемпіонкою Європи серед молоді.
Виступає за борцівський клуб СДЮШОР (Абакан). Тренери — Л. П. Бутанаєв, В. Г. Чучунов.
Чемпіонка Росії (2015-го, 2016 — до 53 кг). Срібна (2014 2017 — до 53 кг) і бронзова (2013 — до 51 кг) призерка чемпіонатів Росії.
У збірній команді Росії з 2013 року.

### Нагороди
Має подяку Президента Російської Федерації (30 жовтня 2013 року).

## Спортивні результати на міжнародних змаганнях

### Виступи на Чемпіонатах світу
| Змагання                        | Збірна | Вагова категорія          | Місце |
| ------------------------------- | ------ | ------------------------- | ----- |
| Чемпіонат світу з боротьби 2014 | Росія  | жіноча боротьба, до 53 кг | 5     |
| Чемпіонат світу з боротьби 2015 | Росія  | жіноча боротьба, до 53 кг | 23    |

### Виступи на Чемпіонатах Європи
| Змагання                         | Збірна | Вагова категорія          | Місце  |
| -------------------------------- | ------ | ------------------------- | ------ |
| Чемпіонат Європи з боротьби 2017 | Росія  | жіноча боротьба, до 53 кг | Срібло |

### Виступи на Кубках світу
| Змагання                    | Збірна | Вагова категорія          | Місце  |
| --------------------------- | ------ | ------------------------- | ------ |
| Кубок світу з боротьби 2014 | Росія  | жіноча боротьба, до 53 кг | Срібло |
| Кубок світу з боротьби 2017 | Росія  | команда                   | 5      |

### Виступи на інших змаганнях
| Змагання                                                         | Збірна | Вагова категорія          | Місце  |
| ---------------------------------------------------------------- | ------ | ------------------------- | ------ |
| Гран-прі «Іван Яригін» 2013                                      | Росія  | жіноча боротьба, до 51 кг | 9      |
| Турнір Олександра Медведя 2013                                   | Росія  | жіноча боротьба, до 51 кг | Срібло |
| Гран-прі Іспанії з боротьби 2013                                 | Росія  | жіноча боротьба, до 51 кг | Бронза |
| Меморіал Вацлава Циолковського 2013                              | Росія  | жіноча боротьба, до 51 кг | Бронза |
| Всесвітні ігри бойових мистецтв 2013                             | Росія  | жіноча боротьба, до 51 кг | Золото |
| Вогні Москви 2013                                                | Росія  | жіноча боротьба, до 51 кг | Золото |
| Гран-прі «Іван Яригін» 2014                                      | Росія  | жіноча боротьба, до 53 кг | Бронза |
| Вогні Москви 2014                                                | Росія  | жіноча боротьба, до 53 кг | Золото |
| Гран-прі «Іван Яригін» 2015                                      | Росія  | жіноча боротьба, до 53 кг | 18     |
| Турнір Олександра Медведя 2015                                   | Росія  | жіноча боротьба, до 53 кг | Бронза |
| Гран-прі Німеччини з боротьби 2015                               | Росія  | жіноча боротьба, до 53 кг | 17     |
| Тестовий турнір UWW 2016                                         | Росія  | жіноча боротьба, до 53 кг | Бронза |
| Турнір Олександра Медведя 2016                                   | Росія  | жіноча боротьба, до 53 кг | Бронза |
| Олімпійський кваліфікаційний турнір з боротьби 2016 (Улан-Батор) | Росія  | жіноча боротьба, до 53 кг | Бронза |
| Чемпіонат Росії з боротьби 2016                                  | Росія  | жіноча боротьба, до 53 кг | Золото |
| Гран-прі Іспанії з боротьби 2016                                 | Росія  | жіноча боротьба, до 53 кг | 9      |
| Кубок Європейських націй з боротьби 2016                         | Росія  | команда                   | Золото |
| Золотий Гран-прі з боротьби 2016                                 | Росія  | жіноча боротьба, до 53 кг | Бронза |
| Гран-прі «Іван Яригін» 2017                                      | Росія  | жіноча боротьба, до 53 кг | 15     |
| Турнір Яшара Догу 2017                                           | Росія  | жіноча боротьба, до 53 кг | Срібло |
| Чемпіонат Росії з боротьби 2017                                  | Росія  | жіноча боротьба, до 53 кг | Срібло |
| Відкритий чемпіонат Польщі з боротьби 2017                       | Росія  | жіноча боротьба, до 53 кг | Бронза |
| Гран-прі «Іван Яригін» 2018                                      | Росія  | жіноча боротьба, до 53 кг | Бронза |
| Klippan Lady Open 2018                                           | Росія  | жіноча боротьба, до 53 кг | Бронза |
| Гран-прі «Іван Яригін» 2019                                      | Росія  | жіноча боротьба, до 53 кг | Срібло |
| Кубок Президента Бурятської Республіки з боротьби 2019           | Росія  | жіноча боротьба, до 53 кг | Бронза |
| Турнір Яшара Догу 2019                                           | Росія  | жіноча боротьба, до 53 кг | 8      |
| Турнір Олександра Медведя 2019                                   | Росія  | жіноча боротьба, до 53 кг | Золото |

### Виступи на змаганнях молодших вікових груп
| Змагання                                       | Збірна | Вагова категорія          | Місце  |
| ---------------------------------------------- | ------ | ------------------------- | ------ |
| Чемпіонат Європи з боротьби серед юніорів 2014 | Росія  | жіноча боротьба, до 51 кг | Золото |
| Чемпіонат світу з боротьби серед юніорів 2014  | Росія  | жіноча боротьба, до 51 кг | Золото |
| Чемпіонат Європи з боротьби серед молоді 2016  | Росія  | жіноча боротьба, до 53 кг | Золото |